# شون ماكجينتي
شون ماكجينتي (بالإنجليزية: Sean McGinty) هو لاعب كرة قدم بريطاني في مركز الدفاع، ولد في 11 أغسطس 1993 في ميدستون في المملكة المتحدة. شارك مع منتخب جمهورية أيرلندا تحت 17 سنة لكرة القدم ومنتخب جمهورية أيرلندا تحت 19 سنة لكرة القدم ومنتخب جمهورية أيرلندا تحت 20 سنة لكرة القدم ومنتخب جمهورية أيرلندا تحت 21 سنة لكرة القدم. أما مع النوادي، فقد لعب مع أكسفورد يونايتد وشيفيلد يونايتد ومانشستر يونايتد ونادي ألدرشوت تاون ونادي ترانمير روفرز ونادي روتشديل ونادي كارلايل يونايتد ونادي موركامب ونورثامبتون تاون.

## وصلات خارجية
- شون ماكجينتي على موقع قاعدة بيانات كرة القدم.إي يو (الإنجليزية)
- شون ماكجينتي على موقع Soccerbase.com (لاعب) (الإنجليزية)
- شون ماكجينتي على موقع Soccerway.com (الإنجليزية)